# Ghedi
Ghedi (AFI:/ˈɡɛdi/, Ghét in dialetto bresciano) è un comune italiano di 18 499 abitanti della provincia di Brescia in Lombardia. È situato nella zona della bassa bresciana orientale ed è attraversato dal canale Naviglio.
La cittadina è conosciuta per essere sede del 6º Stormo dell'Aeronautica Militare (i cui gruppi volo sono: 102º "Giuseppe Cenni", 154º e 155º) con l'aeroporto di Ghedi, dov'è inoltre ubicata la stazione meteorologica di Brescia Ghedi.

## Geografia fisica

### Territorio
Ghedi sorge nel territorio della pianura Padana ed è caratterizzato da scarsa presenza di rilievi collinari, essendo appunto a maggioranza pianeggiante. Si colloca geograficamente nella zona della bassa bresciana orientale, dunque a non molta distanza dalla provincia di Cremona e di Mantova; esso si estende su una superficie totale di circa 60 km², con un'altitudine massima di 85 m s.l.m.
In base alla convenzionale classificazione sismica Ghedi rientra nella zona 2 (sismicità media), specie a seguito del terremoto di Salò del 2004. Il dato è stato poi aggiornato a seguito della delibera della giunta regionale della Lombardia dell'11 luglio 2014 n. 2129, entrata in vigore ufficialmente il 10 aprile 2016.

### Clima
Il clima di Ghedi corrisponde in generale a quello dei centri rurali della alta valle padana: rientrando nella classificazione climatica E 2,570 GG, esso si contraddistingue per avere in generale un clima umido e temperato: rispettivamente, caldo e afoso durante l'estate, ma freddo e rigido durante l'inverno, con diffuse nebbie e sporadiche nevicate nei mesi più freddi.
| Ghedi                      | Mesi  | Mesi | Mesi | Mesi | Mesi | Mesi | Mesi | Mesi | Mesi | Mesi  | Mesi  | Mesi  | Stagioni | Stagioni | Stagioni | Stagioni | Anno |
| Ghedi                      | Gen   | Feb  | Mar  | Apr  | Mag  | Giu  | Lug  | Ago  | Set  | Ott   | Nov   | Dic   | Inv      | Pri      | Est      | Aut      | Anno |
| -------------------------- | ----- | ---- | ---- | ---- | ---- | ---- | ---- | ---- | ---- | ----- | ----- | ----- | -------- | -------- | -------- | -------- | ---- |
| T. max. media (°C)         | 4     | 8    | 13   | 17   | 22   | 26   | 29   | 28   | 24   | 18    | 10    | 5     | 5,7      | 17,3     | 27,7     | 17,3     | 17   |
| T. min. media (°C)         | −3    | −1   | 3    | 7    | 11   | 15   | 18   | 17   | 14   | 9     | 3     | −2    | −2       | 7        | 16,7     | 8,7      | 7,6  |
| Precipitazioni (mm)        | 60    | 54   | 64   | 69   | 92   | 75   | 73   | 85   | 62   | 84    | 79    | 54    | 168      | 225      | 233      | 225      | 851  |
| Giorni di pioggia          | 6     | 6    | 8    | 9    | 10   | 9    | 6    | 8    | 6    | 7     | 8     | 6     | 18       | 27       | 23       | 21       | 89   |
| Umidità relativa media (%) | 86    | 81   | 75   | 76   | 73   | 71   | 72   | 72   | 75   | 79    | 85    | 86    | 84,3     | 74,7     | 71,7     | 79,7     | 77,6 |
| Vento (direzione-m/s)      | WNW 5 | W 5  | W 5  | W 5  | W 5  | W 5  | W 5  | W 5  | W 5  | WNW 5 | WNW 5 | WNN 5 | 5        | 5        | 5        | 5        | 5    |

## Origini del nome
L'origine del toponimo Ghedi è argomento dibattuto e incerto:
- Lo stesso monsignor Antonio Fappani, nella propria enciclopedia bresciana, ipotizza che quest'ultimo possa derivare dal nome Gut, accostabile all'eredità gotica e analogo a Godi;[12] altra ipotesi è che risalga al termine longobardo gaida, corrispettivo di "freccia", e che alluda quindi all'angolo di terra nel quale Ghedi è racchiusa, tra il corso del vaso del Chiese e del Naviglio inferiore.[12]
- Secondo recenti studi condotti da Raffaele Castrichino, il toponimo moderno deriverebbe invece dal termine latino vadum, sinonimo di 'transito' o 'passaggio':

(R. Castrichino, Eredità toponomastica longobarda a Montesarchi (Benevento) e a Ghedi (Brescia), Appendice, pagg. 28-31)
In seguito alla caduta dell'Impero romano d'Occidente, ed i conseguenti fenomeni fonetici di unione con altre lingue, il termine vadum avrebbe subito un influsso longobardo e sarebbe trasmutato in «gua», dal francone «waldt», ossia guado. Nelle successive epoche medioevali il termine si sarebbe poi evoluto nelle forme Gede, Gide, Gade, Gaide, Giede, Ghede e Gaydo.

## Storia

### L'età antica
Nel territorio ghedese non sono state rinvenute alcune tracce o reperti risalenti all'età pre-romana: ciò testimonia come insediamenti precedenti alla colonizzazione romana, escludendo la presenza isolata di qualche vicus, non abbiano interessato le campagne di Ghedi; nondimeno, la natura prettamente gallica dell'abitato ghedese permase anche durante i processi di cosiddetta "romanizzazione" del territorio bresciano: tavolette votive databili tra I secolo a.C. e III secolo d.C. sono infatti dedicate a divinità come Mercurio ed Ercole, associabili a divinità della cultura gallica, quali Teutates ed Ogmios. Anche nell'onomastica degli abitanti originari insiste quella matrice gallica che perdurò per molto tempo a seguire:
(Epigrafe di età romana rinvenuta a Ghedi e conservata al Museo di Santa Giulia di Brescia)

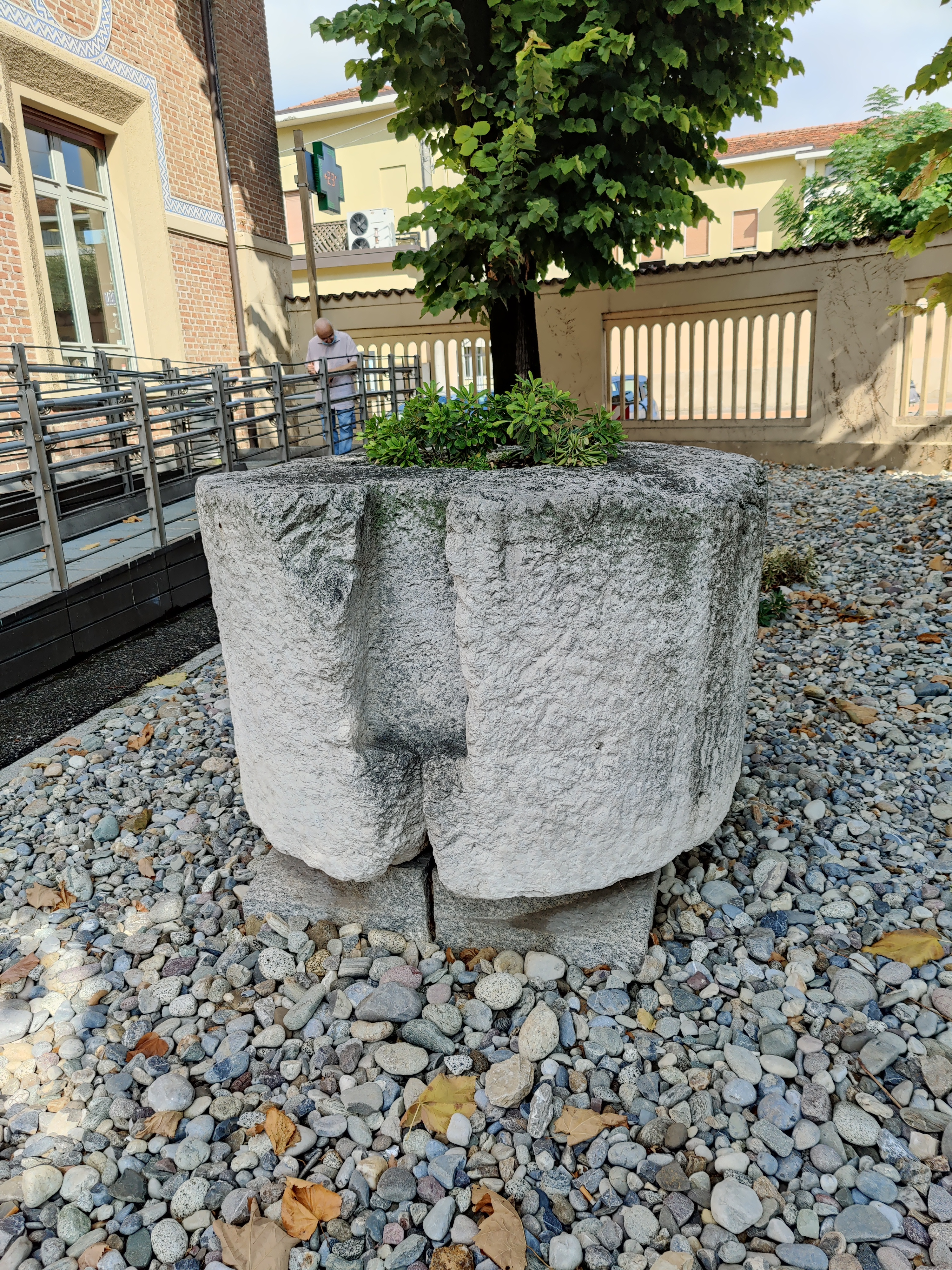
Un cippo gromatico di epoca romana, rinvenuto a Ghedi e conservato nei giardini delle ex scuole elementari

Siti archeologici romani sono stati rinvenuti nei pressi delle campagne ghedesi: sul confine tra Leno e Ghedi, nel 1895 e 1897, sono state infatti trovate sette tombe con diverse suppellettili, quali monete, ampolle e vasetti di vetro di pregevole fattura, possibile testimonianza di un vicus o villa con servitù. Nel 1926 un'ulteriore zona di interesse fu individuata nella "cascina Santi",sulla strada per Viadana, corrispondente, forse, ad una grande villa romana: frammenti di pavimenti in cocciopesto ed a mosaico con iscrizioni ancora leggibili ne indicavano la presenza insieme ad impianti di riscaldamento, dispersi o distrutti. Sempre sulla medesima strada, in località Alberello, sorgeva il sito campestre di Formignano o Forminiano che fu distrutto solo successivamente, nel 1265, il cui toponimo è di certa matrice romana. Inoltre, un'altra epigrafe dedicata al dio Ercole e rinvenuta nel ghedese riporta:
(Epigrafe votiva romana da parte di un certo M. Maeclus Magunus per Ercole)
Il territorio ghedese, nel III e IV secolo d.C., seguì le dinamiche di tutto il resto dell'impero: gli appezzamenti terrieri vennero danneggiati dalle incursioni dei popoli barbari, ed i mutamenti climatici tra il 450 e il 550 d.C. segnarono in negativo la geografia della Val Padana, del tutto stravolta e dominata ora da boschi e paludi.

### Età medievale

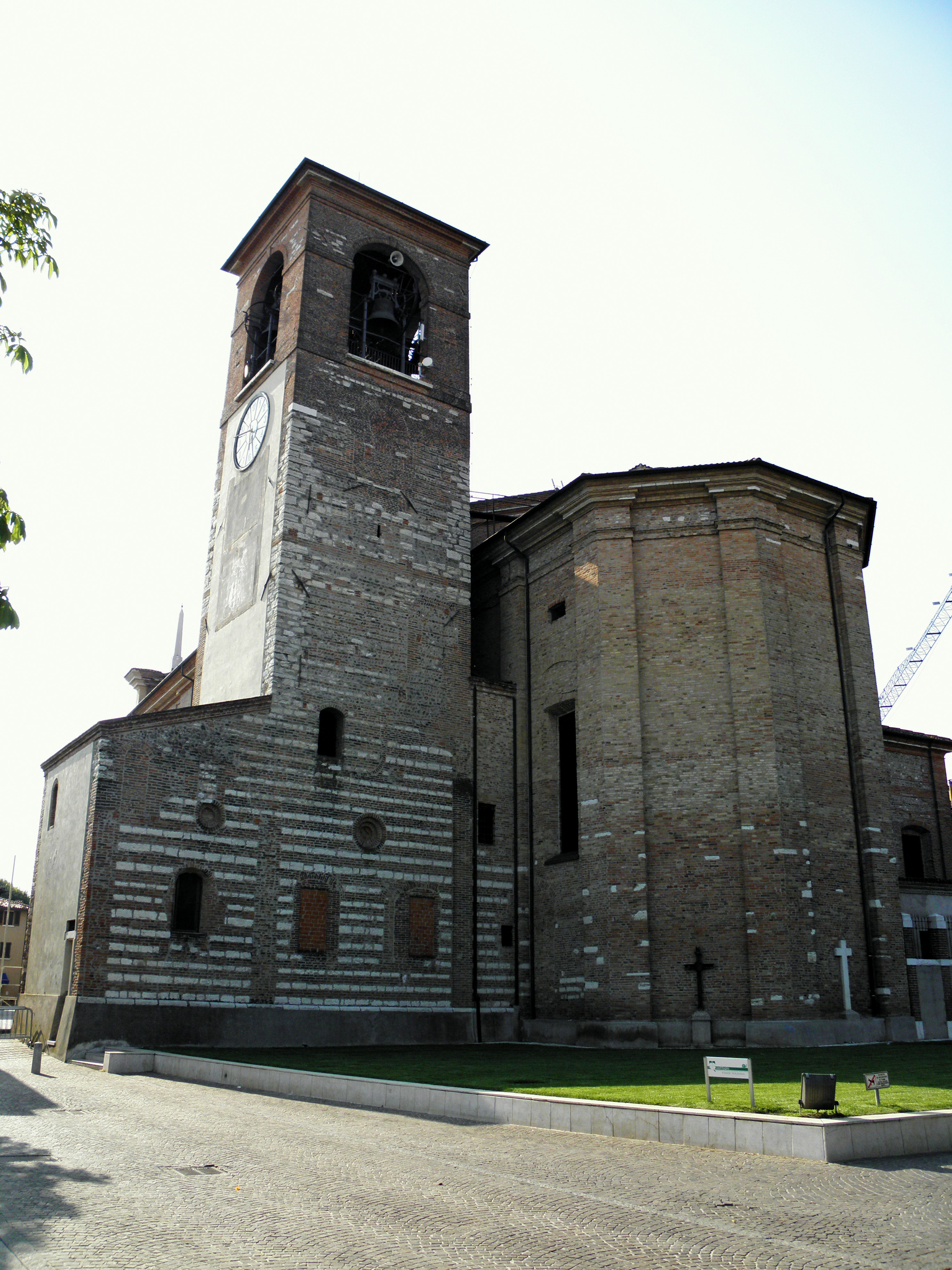
Uno scorcio dell'abside della parrocchiale e della torre campanaria del XIV secolo

In seguito all'ascesa dei Longobardi si poté sviluppare un piccolo centro rurale; ciò fu possibile anche grazie all'amministrazione territoriale esercitata dai monaci dell'abbazia di Leno, fondata da re Desiderio nel 758. Il nome arcaico del centro abitato Gide (benché sia presente nell'atto anche la forma Gede), appare scritto per la prima volta in un codice del 12 ottobre 843, conservato presso la biblioteca Queriniana di Brescia: il documento in questione sarebbe un atto di compravendita, stilato a Gonzaga, allora Gaudenciaga, fra persone il cui nome evidenzia la presenza, nel villaggio di allora, di una popolazione di origine longobarda.
Il nucleo più antico del paese si sviluppò attorno ad un modesto recinto fortificato, che andò poi a formare il futuro castello di Ghedi, il cui luogo viene chiamato "castello": l'antica cinta racchiudeva alcune modeste baracche e la primitiva pieve paleocristiana (sullo stesso sito su cui sorgeva quest'ultima è ubicata la parrocchiale, la chiesa di Santa Maria Assunta) ed a partire dall'Alto Medioevo, il palazzo comunale; è solo dal XIV secolo in poi, con l'espansione dell'abitato e lo sviluppo del castello, che comparvero edifici abitativi anche al di fuori delle mura. Si vennero a formare, quindi, i tradizionali quattro borghi o quadre: Bassina, Gazzolo, Borgonuovo e Malborgo. Collegati tra loro da una maglia di intricate stradine, essi diedero all'abitato il caratteristico aspetto di borgo medievale arrotondato, circondato da fossati chiamati sarche (cerchie, appunto), poi successivamente colmati e divenuti strade. La cinta muraria fu più volte distrutta in seguito ad assedi e alle numerose dispute, in età medioevale, tra comuni limitrofi, e quindi ricostruite diverse volte per rispondere al sempre più potente armamento bellico. Le mura medievali furono abbattute alla fine del XIX secolo e nella prima metà del XX secolo, in virtù di un'ottimizzazione degli spazi urbani e per creare la futura piazza Roma. La parte meridionale delle mura, con anche alcune baracche di epoca medievale, furono abbattute per fare spazio alle ex scuole elementari, progettate dall'architetto Luigi Arcioni.

### Età moderna
Tra il XIII ed il XV secolo Ghedi seguì le vicende storiche della bassa bresciana, contesa tra il ducato di Milano e la Repubblica di Venezia; proprio a causa di tali tensioni, il 15 agosto 1453 si verificò la cosiddetta battaglia di Ghedi. Il piccolo centro, a quel tempo sotto il dominio veneziano, assunse sempre più importanza per la posizione strategica e per il proprio borgo fortificato, potenziale punto di snodo per la distribuzione delle truppe venete lungo i confini occidentali. A causa delle continue azioni belliche che provocarono più volte la distruzione delle cerchia murarie, gli abitanti ottennero in diverse occasioni esenzioni fiscali dalla Serenissima, proprio per poter ricostruire le mura del castello. Il declino definitivo del paese da un punto di vista militare è da far risalire allo sviluppo tecnologico degli armamentari bellici, capaci ora di assediare facilmente la semplice cinta muraria del borgo.
Nel 1465, in virtù di questi continui conflitti ed anche per restaurare la fede nei ghedesi, la comunità del paese fece erigere un monastero nominandolo Santa Maria delle Grazie, donandolo poi ai frati minori osservanti. Dal 1498 in poi, inoltre, la Repubblica di Venezia concesse in feudo il territorio di Ghedi a Niccolò Orsini, conte di Pitigliano e di Nola e capitano generale di Terraferma della Serenissima; egli, volendo abitarvi stabilmente, fece erigere un palazzo signorile e fece approntare un monumento funebre nella chiesa del già citato convento di francescani. Quest'ultimo, a seguito della soppressione napoleonica del 1799, cadde poi in disuso. Venne dunque venduto e convertito in cascina (la cosiddetta Santa Maria, tuttora esistente); il mausoleo funebre fu invece donato nel 1838 dal nobile Ottavio Mondella al museo di Santa Giulia di Brescia, per essere dunque collocato nel coro delle monache.
A partire dal XV secolo, grazie ad una situazione economicamente stabile del comune e alla pratica dell'enfiteusi, sorsero anche le prime cascine all'interno del medesimo borgo. Conosciuti con il nome dialettale di löch, o se più piccoli, di löcasì, avevano la tipica caratteristica di avere orti e giardini interni celati dietro grandi portoni. Le ambizioni del comune uscirono dal XVI secolo, dunque, ridimensionate ed anzi ora tese alla salvaguardia del patrimonio allora esistente; non più, quindi, teso ad una politica espansionistica, Ghedi subì un declino definitivo.

### Età contemporanea
Già a partire dal 1547 si tentò di rendere coltivabili le terre del paese, in special modo la brughiera a nord e ad est del centro abitato, tramite la deviazione del corso del Naviglio in alcuni piccoli canali; altri tentativi di bonifica del territorio furono intrapresi già dalla fine del '700, principalmente su impulso dell'accademia agraria bresciana. Tuttavia, un radicale intervento in tal senso fu avviato a partire dalla metà del XIX secolo ed i primi anni del XX secolo, quando molti contadini si adoperarono, fondando aziende e società apposite, per bonificare il territorio delle cosiddette "lame".
Nel 1893, inoltre, ebbe rilevanza la costruzione della stazione di Ghedi, sul tragitto della ferrovia Brescia-Parma. Nel corso del primo dopoguerra il paese proseguì il suo sviluppo economico e demografico, anche grazie alla fondazione dell'aeroporto militare di Brescia-Ghedi, intitolato a Luigi Olivari; questo nuovo polo militare ospitò nel corso degli anni '30 diverse giornate aviatorie, che, in alcune occasioni, videro la presenza anche di Gabriele D'Annunzio. In quel tempo l'economia locale si basava sulla bachicoltura e l'allevamento di bestiame, tanto che nel 1930 si arrivò a fondare un nuovo macello per il commercio delle carni animali. Nel 1915 fu anche fondato un moderno cotonificio, denominato "cotonificio del Mella" ed in seguito "filatura bresciana", che dal 1930 arrivò ad impiegare circa 500 persone. Nel frattempo, dal 1928, era stata completata la riforma agraria ed erano stati edificati cinque nuovi stabilimenti rurali con anche due nuove cave, la "gandina" e la "montirone"; a coadiuvare la popolazione locale nella bonifica delle lame si adoperò al tempo anche la realtà del credito agrario bresciano. L'aeroporto di Ghedi raggiunse il massimo sviluppo nella strategia militare dei blocchi e, dopo gli anni '60, fu sede delle Frecce Tricolori oltre che del 6º Stormo dell'Aeronautica Militare italiana.

### Simboli
Lo stemma di Ghedi è stato riconosciuto con decreto del capo del governo del 12 luglio 1929.
Il gonfalone municipale è costituito da un drappo di azzurro.

### Onorificenze
Il 24 novembre 2001, per decreto del presidente della Repubblica, Ghedi ha ottenuto il titolo di Città d'Italia.

## Monumenti e luoghi d'interesse

### Chiesa parrocchiale di S. Maria Assunta

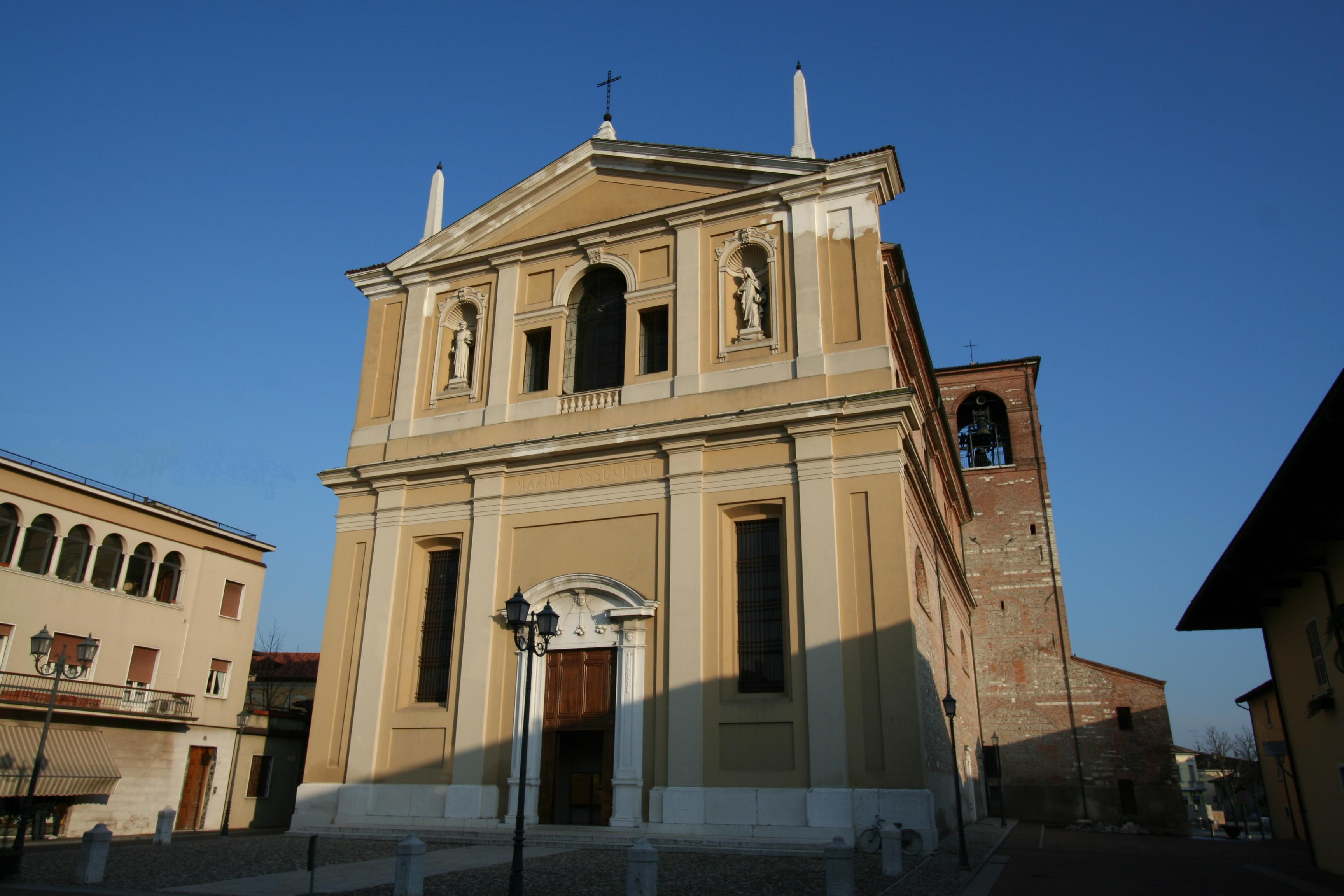
Veduta dell'esterno

Il luogo dove si erge la chiesa testimonia una densa stratificazione di precedenti edifici: i ritrovamenti archeologici suggeriscono, infatti, come sia sorta almeno a partire dal V secolo una primitiva pieve ed un battistero a pianta centrale; essendo stati ampliati e ricostruiti i vari edifici chiesastici a partire dall'alto medioevo, l'attuale parrocchiale è stata poi edificata, nel corso del XVII secolo, su disegno della famiglia Avanzo. Annesso alla chiesa vi è il campanile, appartenente alla precedente pieve romanica del XIV secolo, e databile cronologicamente al medesimo periodo.
Caratterizzata da un'unica grande navata centrale, la parrocchiale ospita al suo interno, tra le altre opere, una Deposizione di Pietro Ricchi, un crocefisso ligneo la cui attribuzione oscilla tra Stefano Lamberti e Maffeo Olivieri, un'Assunzione di Pietro Marone ed un ciclo pittorico dei Misteri del Rosario sempre del Ricchi.

### Chiesa della Madonna di Caravaggio

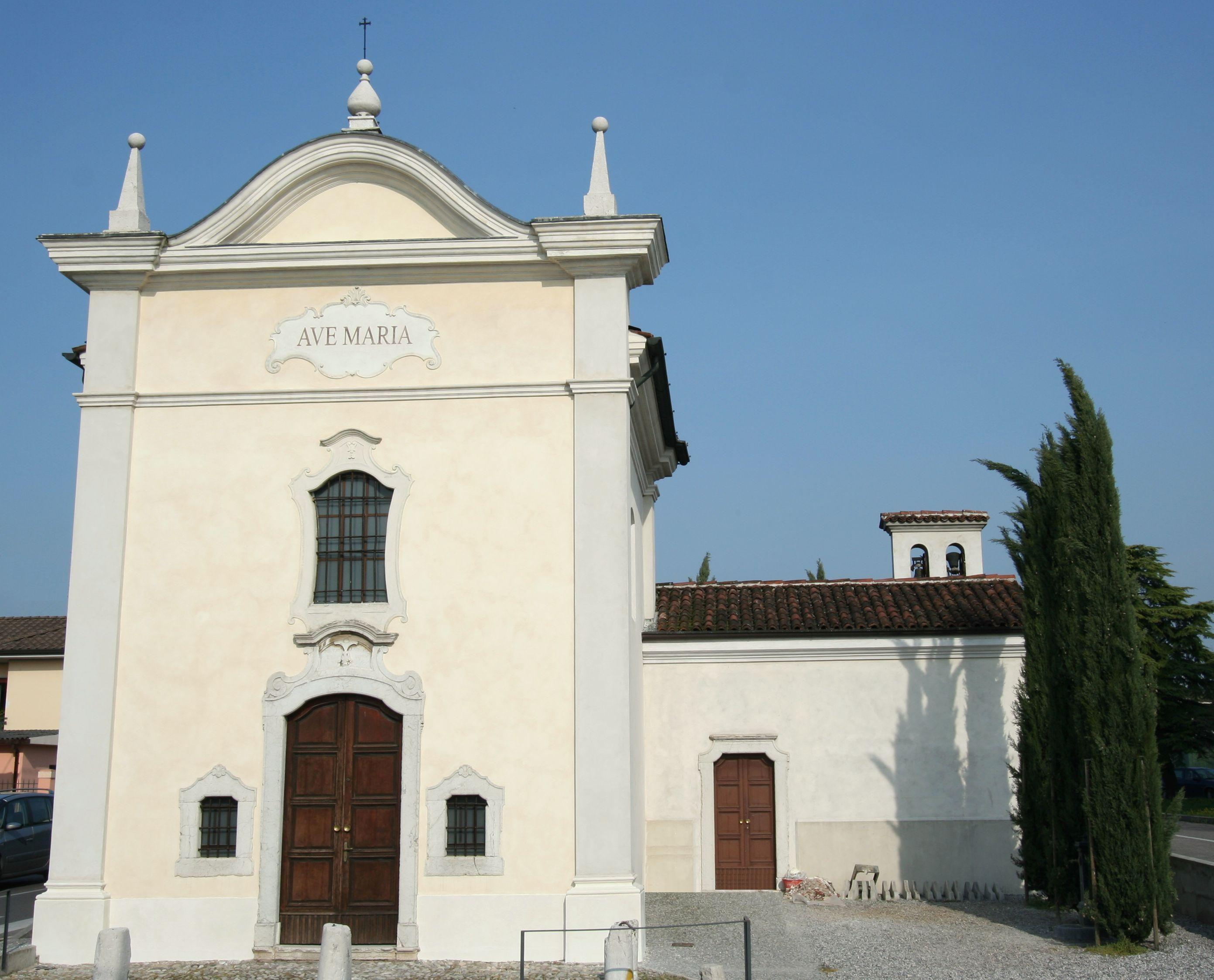
La chiesa sussidiaria della Madonna di Caravaggio a Ghedi

Sorta a partire dal 1759, è dedicata all'apparizione nel paese di Caravaggio della Vergine Maria, in seguito rinominata Santa Maria del Fonte; essendo edificata diversi secoli dopo tale miracoloso evento, si ignora il vero e proprio motivo della sua costruzione. Lo storico Angelo Bonini ipotizza possa essere stata luogo di devozione dei contadini per ringraziare la Vergine Maria: era infatti credenza comune che, per intercessione di quest'ultima, fossero cessate le epidemie bovine ed equine che affliggevano i ghedesi in quel periodo; anche i committenti di tale edificio religioso sono privi di un nome preciso, benché comunque si possa ipotizzare la loro appartenenza alla famiglia nobile dei Buccelleni.
Edificata dove un tempo si raggiungevano i campi più fertili del paese, e volendo quindi rappresentare, simbolicamente, la protezione della Vergine sulle attività agricole, costituisce uno degli esempi migliori di edificio tardo barocco della città di Ghedi.

### Santuario dei Morti della Fossetta

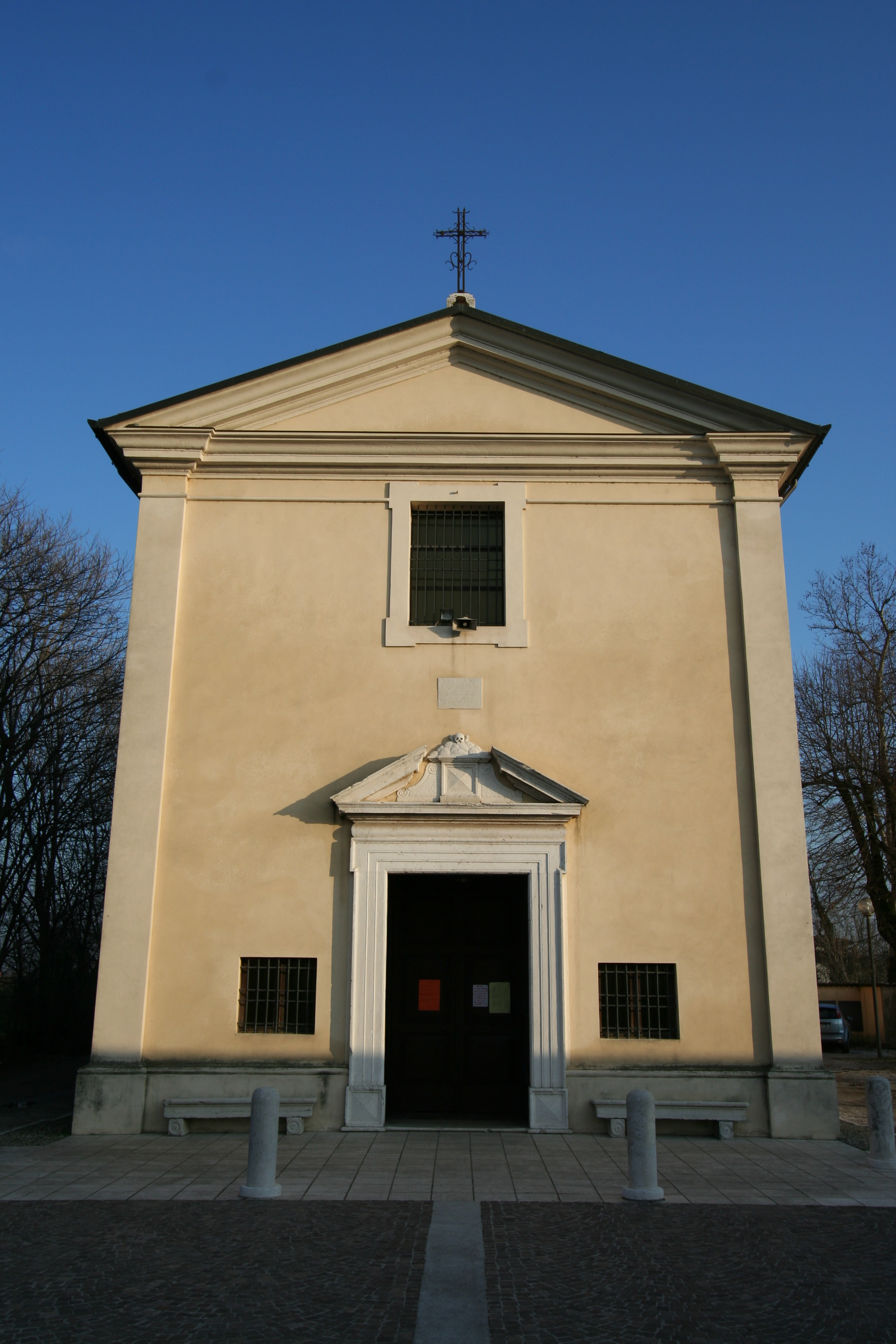
Il santuario di San Rocco o dei Morti della fossetta

Anche chiamato Santuario di San Rocco, è stato edificato a partire dal 1630 per commemorare i morti di peste di quell'anno; la lapide commemorativa posta sulla facciata della chiesa, infatti, indica che, sul luogo in cui è sorta poi la chiesa, vi sorgeva in origine una fossa comune con le spoglie dei morti di peste ghedesi.
Tale sito ha incontrato nel corso del tempo un'enorme devozione degli abitanti, che erano soliti chiedere intercessioni e miracoli alle ossa dei morti di peste, alimentando le credenze popolari circa le proprietà taumaturgica delle stesse spoglie dei defunti. Anche per via di queste suggestioni, nella sagrestia della chiesa si trovano numerosi ex voto che celebrano i miracoli compiuti da questi spiriti, ritenuti essere benevoli.

### Ex convento di Santa Maria delle Grazie

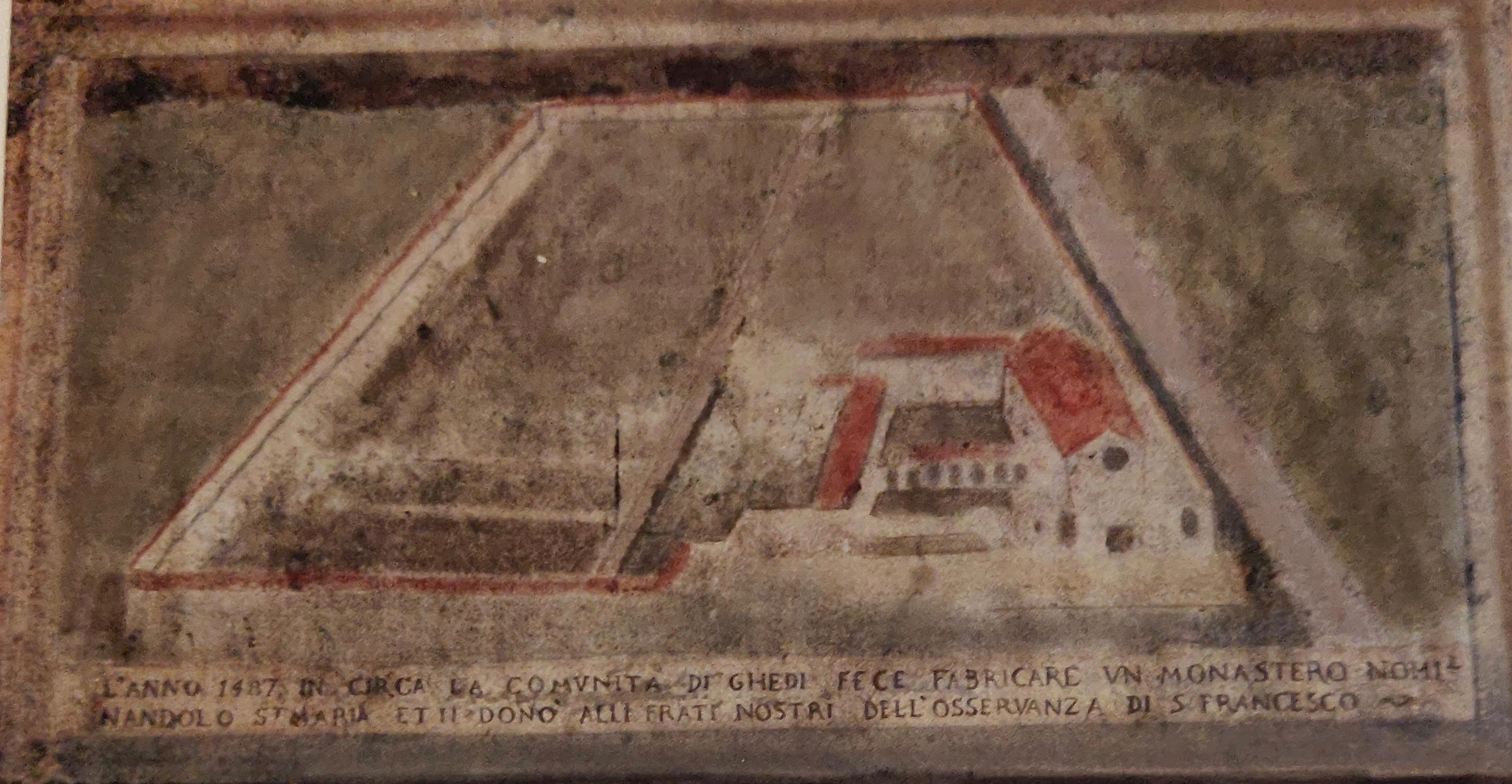
Affresco presente nel chiostro della chiesa di San Giuseppe a Brescia, che ritrae il monastero francescano

La Santa Maria, dal '900 cascina di proprietà privata, era in precedenza un convento francescano, edificato a partire dal 1465, e donato dalla popolazione ai frati minori osservanti; a partire dalla metà del '700 ha anche ospitato la confraternita del Perdono d'Assisi, importante istituzione per la compravendita delle indulgenze nel bresciano.
A seguito dell'arrivo di Napoleone in Italia nel 1798, molti conventi e monasteri furono soppressi con la conseguente creazione della repubblica cisalpina: tale sorte toccò in egual misura al convento ghedese, poi rimodulato in casa colonica ed infine in cascina. I fabbricati del complesso religioso andarono distrutti in un incendio all'inizio del '900, mentre l'edificio della chiesa, una volta demolite le navate laterali, è stato trasformato in cascinale.

### Chiesa di Santa Caterina
Edificata a partire dal 1630, è stata così denominata per la vicinanza con un monastero femminile dedicato appunto a Santa Caterina. A partire dal XX secolo rientra nel complesso costruttivo dell'oratorio maschile dedicato a don Giovanni Bosco; la comunità femminile di laiche religiose fu soppressa dopo poco tempo la fondazione dalle autorità ecclesiastiche, a seguito della visita di Carlo Borromeo, e trasferita a Brescia.

### Palazzo comunale

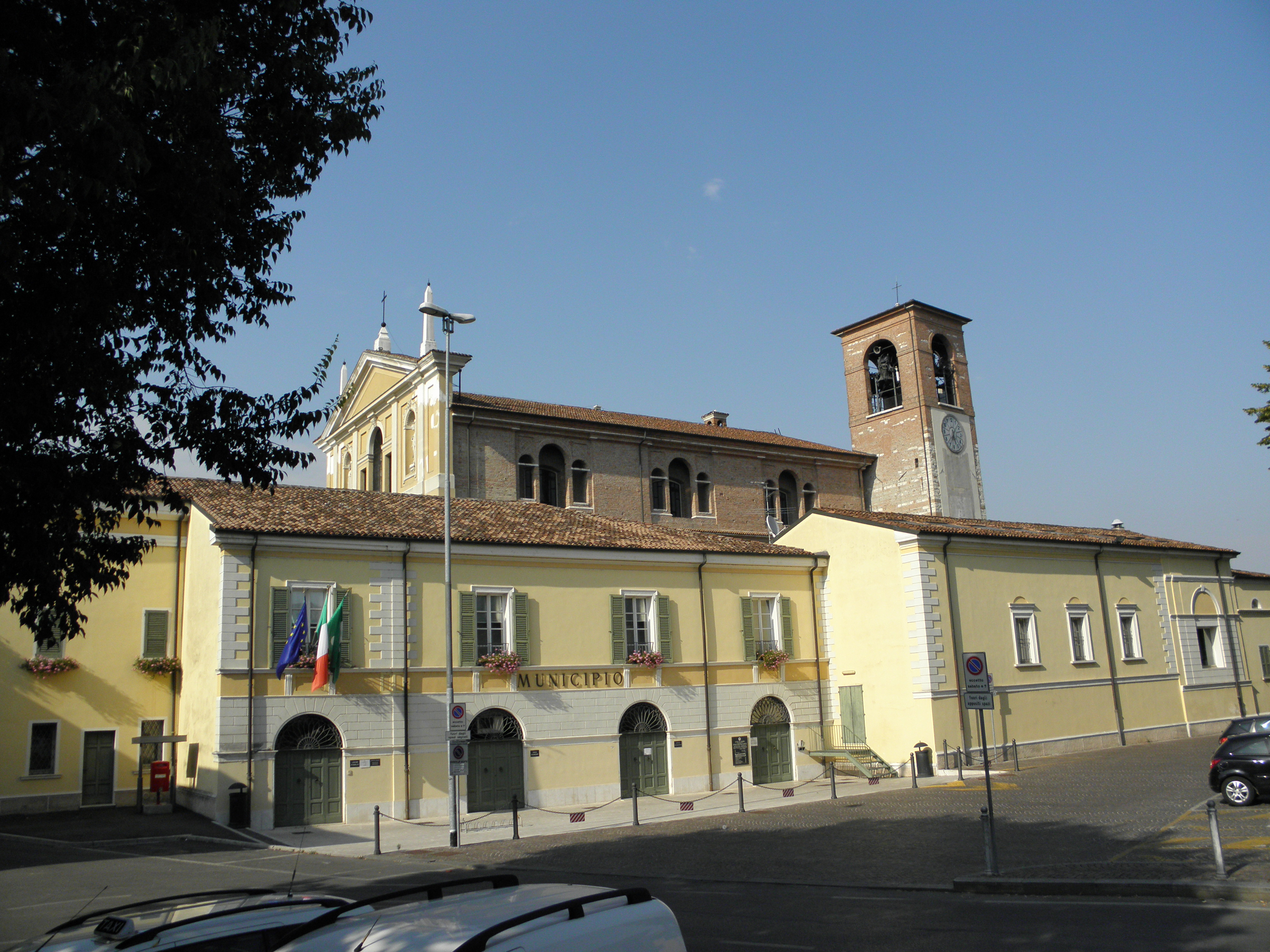
L'edificio del Municipio di Ghedi, con al di dietro la parrocchiale seicentesca

Di origine medievale, presenta tracce architettoniche risalenti al XIV e XV secolo, a ricalcare il modello dei tipici broletti lombardi; fino alla fine del '800 faceva parte delle antiche mura del castello di Ghedi, dato che si trovava in corrispondenza dell'ingresso meridionale delle mura, nei pressi di uno dei due ponti levatoi; in seguito furono abbattute le cinta murarie e colmati i fossati di recinzione.
Al di sotto della casa comunale, nel 1984, sono state scoperte delle sepolture di età altomedievale, a testimoniare la presenza di un'antica necropoli utilizzata in tale età nei pressi del municipio e dell'antica parrocchiale. Il restauro compiuto nel corso degli anni '80 ha messo in evidenza, nella facciata meridionale dell'edificio, la presenza di un porticato con colonnato in cotto.

### Loggia delle grida

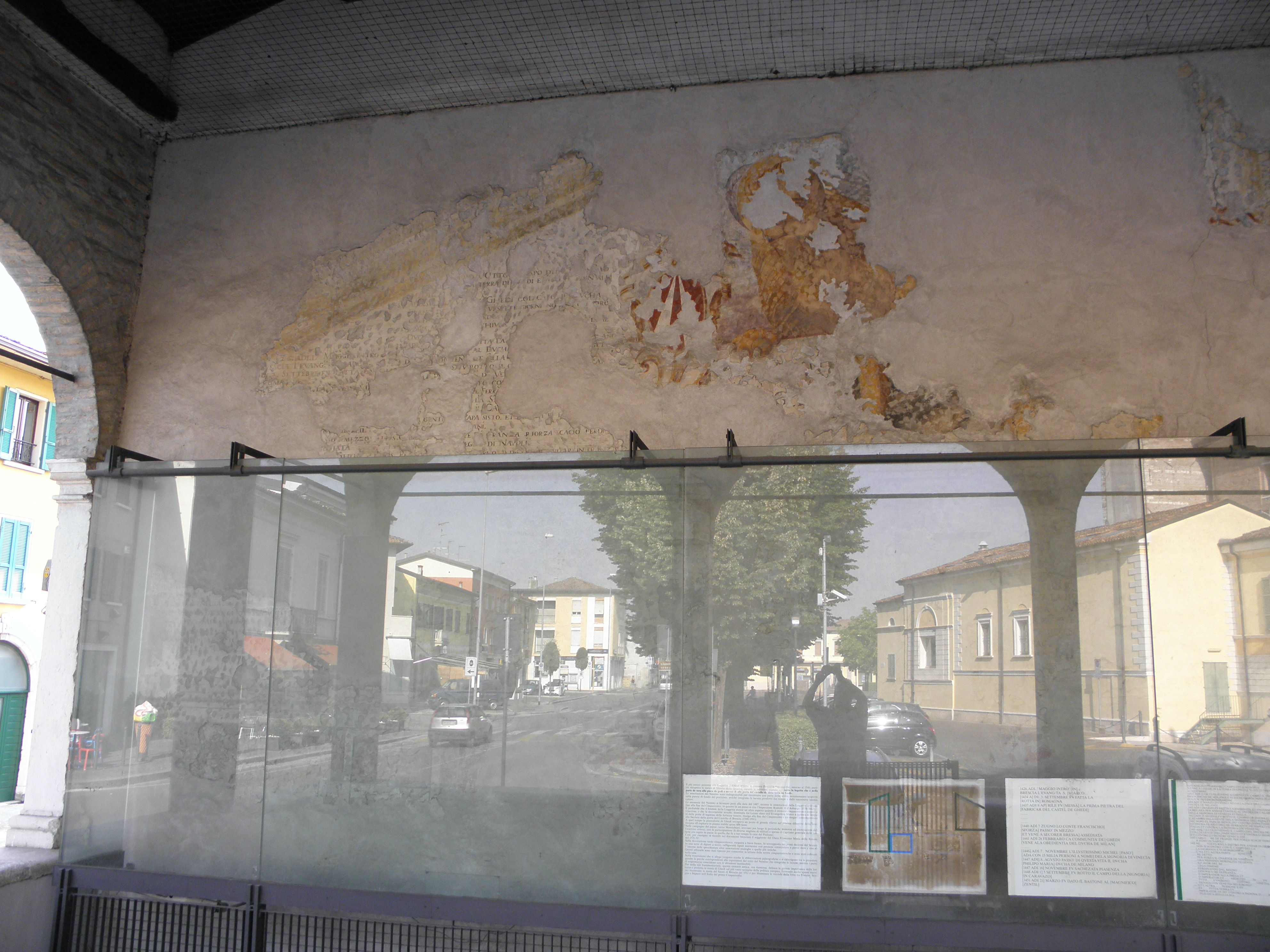
Gli affreschi recuperati dopo il restauro della cosiddetta loggia delle grida

Edificata tra il XV e XVI secolo, presenta interessanti affreschi a muro recuperati dopo i restauri, che riportano alcuni eventi della storia del paese ed il suo stemma araldico.
Gli eventi annotati nella Loggetta sono attribuiti al cronista Pandolfo Nassino, che annotò le vicende belliche del comune e quelle del castello ghedese.

### Palazzo Orsini

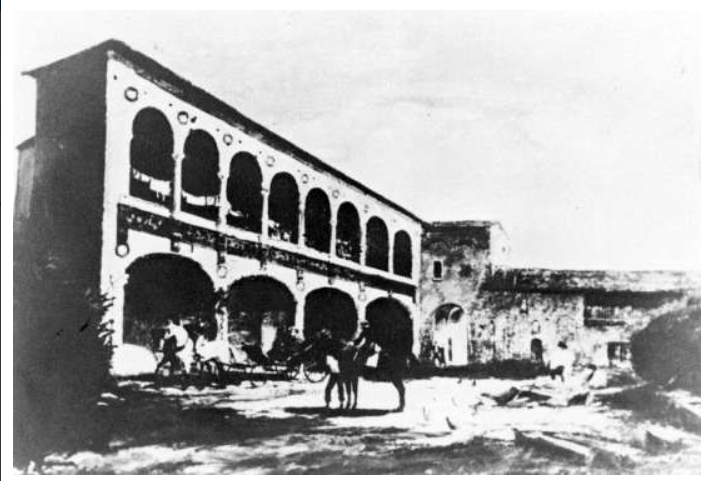
Una delle ultime riproduzioni del palazzo rinascimentale

Dimora signorile del conte Niccolò Orsini di Pitigliano, fu edificata a partire dall'inizio del '500 in seguito alla sua nomina di capitano generale delle truppe di terraferma della repubblica di Venezia; presentava affreschi del Romanino e del Fogolino, smembrati e venduti a musei italiani ed europei prima che il palazzo crollasse definitivamente.
In seguito alla morte dell'Orsini nel 1510, la villa passò in mano ad altre famiglie nobili fino a quando, nel corso del XIX secolo, fu dimezzata da incendi e crolli dovute alle precarie condizioni in cui versava; a partire dal 2014, tuttavia, una delle ali del palazzo è stata recuperata ed adibita ad asilo nido.

### Villa Mondella

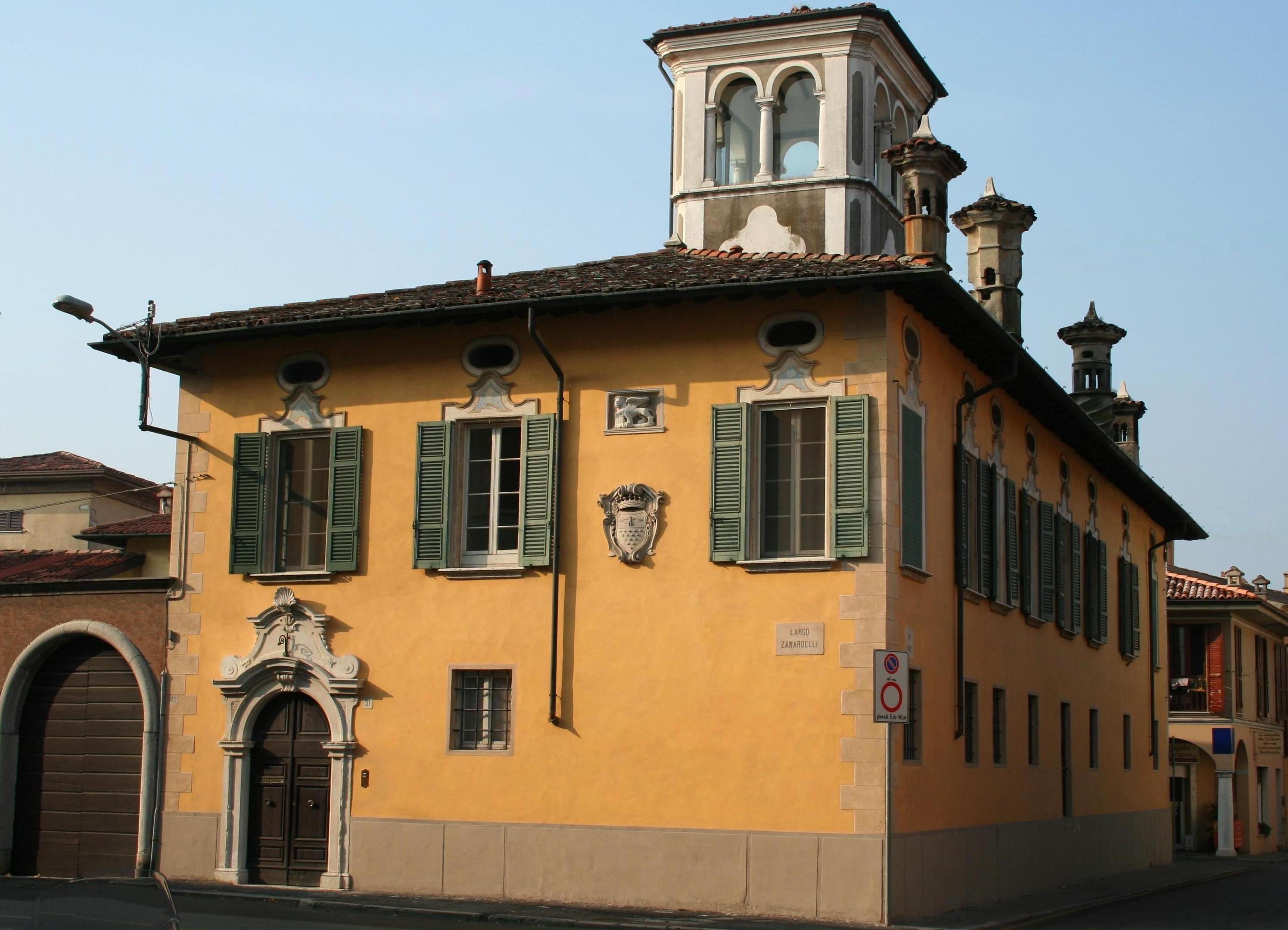
Palazzo Mondella

Villa signorile edificata a partire dal XVIII secolo, è sorta su un precedente edificio del '400. Inserita nel centro storico del paese, appartiene alla famiglia nobile dei Mondella, ancora oggi proprietaria dell'immobile. Sulla facciata è presente lo stemma della casata dei Mondella ed il Leone di San Marco, probabilmente elemento di spoglio proveniente dal palazzo di Niccolò Orsini.
È stata restaurata negli esterni negli anni novanta, mentre gli interni solo nel 2009.

### Altri monumenti e luoghi d'interesse
- Palazzo Ochi, dimora del Settecento;[46]
- Casa del Dado, edificio di epoca altomedievale[senza fonte];
- Ex scuole elementari: edificate nel 1930 su progetto del bresciano Oreste Buffoli;
- Palazzo Arcioni, da maggio 2019 sede della biblioteca comunale.[47]

## Società

### Evoluzione demografica
Abitanti censiti

### Etnie e minoranze straniere
Ghedi, come tutti i paesi della provincia di Brescia, presenta una popolazione estremamente variegata e multietnica, con una presenza non indifferente di cittadini stranieri (il 12,3% della popolazione residente al 1º gennaio 2021).
Secondo i dati ISTAT al 1º gennaio 2020 la popolazione straniera maggiormente rappresentata, in base alla sua percentuale sul totale della popolazione residente, era:
- Marocco (348) 15,07%
- India (379) 16,41%
- Romania (374) 16,20%
- Albania (296) 12,82%
- Pakistan (179) 7,75%
- Ghana (123) 5,33%

### Lingue e dialetti
Nel territorio di Ghedi la lingua ufficiale è l'italiano, l'unica ad essere ufficialmente riconosciuta. Parlata a livello locale è invece la lingua lombarda nella sua variante di dialetto bresciano. Quest'ultima presenta comunque influenze evidenti che la avvicinano, in minima parte, ai dialetti sia cremonese che alto mantovano: dato l'influsso reciproco sia tra territorio bresciano che mantovano e cremonese, dovuto alla vicinanza geografica e territoriale, si possono registrare nel ghedese particolari espressioni gergali, inflessioni e modalità fonetiche uniche rispetto a tutti gli altri territori della provincia.

### Tradizioni e folclore
- A Ghedi, come in molti altri territori della provincia e più in generale del nord-est Italia, è assai radicata la tradizione del falò di inizio anno nella particolare declinazione del falò della vecchia (vècia in dialetto): infatti, viene bruciato un fantoccio di vecchia a ridosso della fine del Carnevale, con il fine ultimo di segnare una cesura netta tra la fredda stagione invernale e l'imminente fertilità e ricchezza della primavera.[52]
- Festa di San Rocco (16 agosto): in occasione della festa patronale intitolata al santo, protettore dei malati di peste, vengono organizzate bancarelle, eventi culturali ed anche celebrazioni liturgiche per l'occasione. Vista la partecipazione sentita a tale evento, esso diventa anche occasione di ritrovo e socializzazione per la comunità.[53]
- Santa Lucia (13 dicembre): secondo la tradizione la santa porterebbe la notte del 12 dicembre ai bambini, sulla groppa del proprio asino, doni e regali che gli stessi avrebbero chiesto con una lettera scritta, poi raccolta dalla medesima santa. Sempre secondo la leggenda, sarebbe consuetudine lasciare la sera, prima di andare a dormire, latte e biscotti per la santa e fieno per il suo asino.[54]
- Mercato del giovedì: istituito a partire dal 1926, esso si tiene tradizionalmente ogni giovedì della settimana nella centrali piazza Roma e largo Zanardelli;[55] è stato inoltre proclamato mercato di valenza storica secondo il decreto n.° 8/8886 del 20 gennaio 2009, emanato dalla giunta regionale della Lombardia.[56]

## Cultura

### Istruzione

#### Scuole
Sono presenti asili nido, scuole materne sia statali che private, una scuola elementare suddivisa in diversi plessi, una scuola media statale e una scuola superiore che copre vari indirizzi, dal liceo scientifico ai servizi sociosanitari.

## Infrastrutture e trasporti

### Strade
L'abitato di Ghedi è lambito a sud dalla ex strada statale 668 Lenese, che congiunge Orzinuovi a Lonato. Il centro è inoltre attraversato dalla strada provinciale 24 Brescia-Fiesse. È stata inaugurata a novembre 2009 una variante ovest (tangenziale ovest di Ghedi), volta a spostare fuori dall'abitato il traffico della SP24.
Da Ghedi si dipartono inoltre le seguenti strade provinciali:
- la 65, diretta a Bagnolo Mella;
- la 66, diretta a Castenedolo.

### Ferrovie

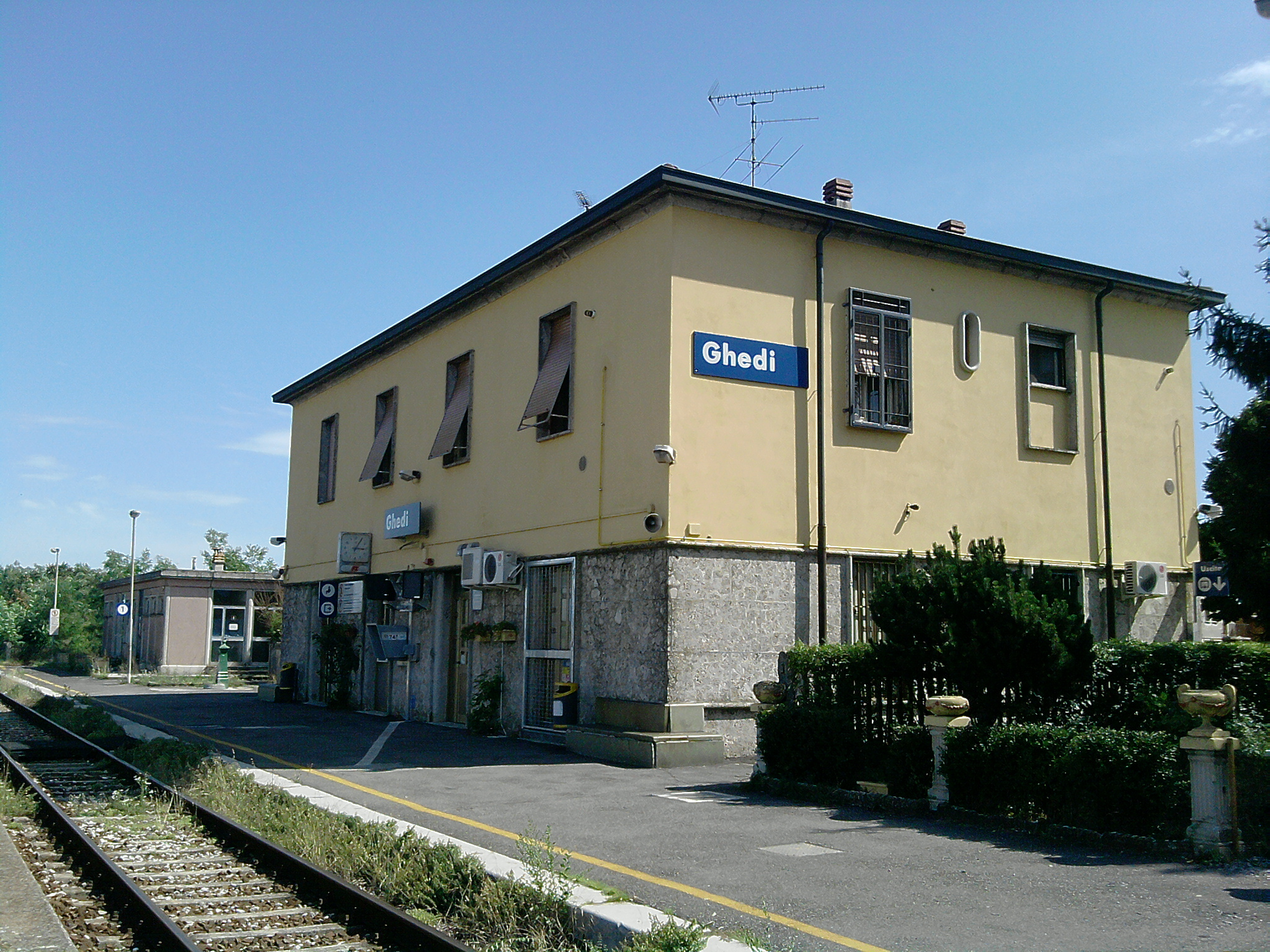
La stazione di Ghedi

Il territorio comunale è attraversato dalla linea ferroviaria Brescia-Parma. L'abitato è servito dall'omonima stazione, aperta al momento dell'inaugurazione della linea, nel 1893, e che al 2012 risulta dotata di un piazzale a tre binari. Presso la stazione fermano i treni regionali Trenord della direttrice Brescia-Parma.

### Aeroporto
Ghedi è sede dell'aeroporto militare di Ghedi, classificato come MOB (Main Operating Base), che secondo il programma NATO di condivisione nucleare, dovrebbe ospitare 20-40 bombe atomiche B61-3, B61-4 e B61-7, ma che per le fonti giornalistiche, ne ospita tra le 60-100.

## Amministrazione
Di seguito la lista dei sindaci eletti dal consiglio comunale (1946-1995):
| Periodo           | Periodo           | Primo cittadino    | Partito | Carica      | Note |
| ----------------- | ----------------- | ------------------ | ------- | ----------- | ---- |
| 1º aprile 1946    | 28 luglio 1946    | Franco Faraoni     | DC      | Sindaco     |      |
| 28 luglio 1946    | 23 novembre 1947  | Adriano Giovanelli |         | Commissario |      |
| 23 novembre 1947  | 27 maggio 1951    | Paolo Oneda        | DC      | Sindaco     |      |
| 27 maggio 1951    | 23 luglio 1953    | Attilio Bonardi    | DC      | Sindaco     |      |
| 23 luglio 1953    | 16 giugno 1956    | Paolo Perani       | DC      | Sindaco     |      |
| 16 giugno 1956    | 19 novembre 1960  | Luigi Zappa        | DC      | Sindaco     |      |
| 19 novembre 1960  | 10 luglio 1970    | Annibale Baresi    | DC      | Sindaco     |      |
| 10 luglio 1970    | 31 luglio 1975    | Adelino Rossi      | DC      | Sindaco     |      |
| 31 luglio 1975    | 10 dicembre 1976  | Franco Ferrari     | PSI     | Sindaco     |      |
| 10 dicembre 1976  | 15 settembre 1980 | Corrado Marpicati  | DC      | Sindaco     |      |
| 15 settembre 1980 | 12 marzo 1981     | Gianfausto Merigo  | DC      | Sindaco     |      |
| 12 marzo 1981     | 17 settembre 1981 | Severino Cadini    | PCI     | Sindaco     |      |
| 17 settembre 1981 | 8 ottobre 1985    | Annibale Baresi    | DC      | Sindaco     |      |
| 8 ottobre 1985    | 12 maggio 1987    | Vincenzo Bonometti | PSI     | Sindaco     |      |
| 12 maggio 1987    | 21 dicembre 1992  | Eugenio Baresi     | DC      | Sindaco     |      |
| 21 dicembre 1992  | 24 aprile 1995    | Silvio Favagrossa  | DC      | Sindaco     |      |

Di seguito la lista dei sindaci eletti direttamente dai cittadini (dal 1995):
| Periodo                       | Periodo                       | Primo cittadino      | Partito   | Carica  | Note |
| ----------------------------- | ----------------------------- | -------------------- | --------- | ------- | ---- |
| 24 aprile 1995 14 giugno 1999 | 14 giugno 1999 14 giugno 2004 | Osvaldo Scalvenzi    | PDS DS    | Sindaco |      |
| 14 giugno 2004                | 23 giugno 2009                | Anna Giulia Guarneri | DL        | Sindaco |      |
| 23 giugno 2009 10 giugno 2014 | 10 giugno 2014 27 maggio 2019 | Lorenzo Borzi        | LN FdI-AN | Sindaco |      |
| 27 maggio 2019 10 giugno 2024 | 10 giugno 2024 in carica      | Federico Casali      | LN        | Sindaco |      |

## Sport

### Calcio
Presso Ghedi ha una delle proprie sedi l'A.S.D. Calcio Bassa Bresciana, militante in Promozione, nata nel 2016 dalla fusione tra l'A.S.D. Calcio Ghedi e l'A.S.D. Bassa Bresciana di Isorella. Disputa le partite interne presso il Don Battista Colosio di Isorella. I colori sociali sono il nero, il bianco e il rosso.
Altre formazioni cittadine sono l'A.C.D. Ghedi 1978 e la Real Ghedi A.S.D., entrambe militanti in Seconda Categoria.